# Neoclides epombrus
Neoclides epombrus är en insektsart som först beskrevs av Günther 1929.  Neoclides epombrus ingår i släktet Neoclides och familjen Diapheromeridae. Inga underarter finns listade i Catalogue of Life.